# Хатамикия, Эбрахим
Эбрахим Хатамикия (перс. ابراهیم حاتمی‌کیا‎; род. 23 сентября 1961, Тегеран) — иранский сценарист и режиссёр. Обладатель награды за лучшую режиссуру за фильм «Телохранитель» на VIFF Венском независимом кинофестивале (2017)

## Биография
Ибрахим Хатами Кийа  родился в 1961 году в Тегеране в семье отца-перса и матери азербайджанского происхождения. Рос в религиозной семье, в которой было семеро детей: шесть сестёр и один брат.
Получив среднее образование, поступил в Тегеранский университет, где осваивал сценарное искусство, а также работал фотографом на съемочных площадках.
Молодость Хатами Кийа пришлась на период исламской революции, а затем ирано-иракской войны. В 1979 году после исламской революции он проходит курс по искусству, получает некоторые знания о фотографии и разработке фильмов. Он пробует себя в анимации снимая на 8-мм киноплёнку. Затем отправляется в исламский центр любительского кинопроизводства, изучает историю кино и написание сценариев. В этот период он снимал анимационный «Promised» (Mo’ood) и короткометражный фильм «Dummies» (Koordelan).
Далее он отправился на передовую снимать документальные фильмы об ирано-иракской войне. Присутствие на фронте, наблюдение за происходящим оказывает на него сильное впечатление. В те годы он снимал видеохронику боевых действий.
На его творчество сильно влияют фильмы Брат Солнце, сестра Луна (Дзеффирелли, Франко) и Уловка-22 (фильм) (Олтмен, Роберт).
С течением времени его опыт в создании фильмов увеличился и с 1980 года Хатами Кийа начинает свою кинематографическую деятельность с написания сценария и постановки короткометражных фильмов, посвященных вопросам ирано-иракской войны 1980—1988 годов, повествуя о жизни ветеранов священной обороны и последствиям событий в иранском обществе.
В 1984 году на 8-мм камеру он снимает короткометражный фильм «Могила» (Torbat), основанный на его собственном опыте на передовой.
В 1985 он снимает ещё один короткометражный фильм «Путь» (Serat), в котором разрабатывает свой авторский стиль, и в этом отношении эта картина занимает особое место в его кинокарьере. Также в 1985 году снимает «Красный ошейник» (Тoghe-Sorkh). В этом фильме он экспериментирует и пытается рассказать историю войны аллегорическим способом.
Принято считать, что свою режиссёрскую карьеру Хатами Кийа начал со своего первого полнометражного художественного фильма «Личность» (Hoviyat) (или «Идентичность») 1986 года снятого по его собственному сценарию, в котором он показал чувства и переживания иранских бойцов. Этот фильм не показывался в кино и транслировался только по телевидению.
В 1988 год — в год окончания войны Ибрагим Хатами Кийа создает свои лучшие фильмы на тему «священной обороны». В 1989 году он снял документальный фильм «Скаут» (The Scout), отредактированный Мохсеном Махмалбафом. Фильм «Сторожевой пёс» получил специальный призёр жюри на седьмом кинофестивале Фаджр
В 1990 году Хатами Кийа дебютирует с фильмом «Эмигрант» («Иммигрант»), который стал победителем в номинации «Лучший сценарий» (Ибрахим Хатами Кийа) на восьмом кинофестивале Фаджр, а также хорошо показал себя в прокате.
После окончания войны, Хатамикия не прекратил создавать произведения на военную тематику. Он снял множество картин, посвященных социальным проблемам бойцов, их семей в послевоенные годы, фильмы о раненых в химических атаках, о пленных, вернувшихся на родину; о героях войны и т. д..
Фильм «Контакт с праведниками» 1991 года («Contact the Righteous») о бомбардировке Тегераном иракцев вызвал резонанс среди критиков, после его публичного показа режиссёра обвинили в том, что он не знает городской жизни и всё, на что он способен, это снимать фильмы в боевых полях.
Война подошла к концу, и Иран начал отходить от воспоминаний о тех днях. В итоге, Хатами Кийа переходит на другие сюжеты и пытается отреагировать на критику своим следующим фильмом, мелодрамой «От Кархе до Райна» (From Karkhe to Rhine) 1993 года. Керхе — река на юге Ирана, которая была местом некоторых кровавых сражений во время войны. Фильм повествует рассказ воина-инвалида по имени Саид, который был направлен на лечение в Германию. Там он встречается с сестрой, которая эмигрировала в Германию. Во время ирано-иракской войны Саид получил ранение в результате химической атаки саддамовской армии. В Германии Саид погибает в больнице. Трагическая линия этого фильма создала новое направление в жанре «священной обороны». В этом фильме Хатами Кийа показал, что не ограничивается лишь повествованием военных баталий. Главным посланием картины «От Кархе до Райна» стал протест против западных держав, помогавших Саддаму Хусейну в производстве и применении химического оружия во время войны с Ираном. «От Кархе до Райна» успешно прошёл кассовые сборы и стал поворотным фильмом в карьере режиссёра.
В 1994 году, во время войны, Хатами Кийа отправился в Боснию, чтобы ознакомиться с военной ситуацией из первых уст. Затем он написал сценарий к фильму «Зелёный пепел» («The Green Ashes»). Несмотря на положительную реакцию критиков, аллегорический язык фильма стал препятствием, что сказалось на сборах.
В 1996 году он снял ещё два фильма, история которых продолжает вращаться вокруг военной темы: «Запах рубашки Иосифа» («The Scent of Joseph’s Coat») и «Башня Мину» («Minoo Tower»). В обоих фильмах появляется Ники Карими, восходящая звезда современного иранского кинематографа.
Фильм «Стеклянное агентство» созданный в 1998 году, на 16-м международном кинофестивале Фаджр получил восемь наградCrystal Simorgh: «Лучший фильм», «Лучший Актёр» (Parviz Parastui), «Лучшая мужская роль второго плана» (Reza Kianian), «Лучшая женская роль второго плана» (Bita Badran), «Лучший режиссёр» (Ebrahim Hatamikia), «Лучшая музыка» (Majid Entezami), «Лучший сценарий» (Ebrahim Hatamikia) и «Лучший монтаж» (Hayedeh Safiyari). «Стеклянное агентство» был номинирован ещё в трёх других категориях, считается, что это первый фильм, который критически описывает статус-кво страны. В основе драмы фильма лежит трудность, с которой бывшие бойцы, такие как Казем, сталкиваются с изменениями и растущим секуляризмом современного иранского общества.
В 1999 году Хатами Кийа снял фильм «Красная лента», это история о молодой женщине, которая пытается вернуться к себе домой на ферму в южном Иране, где она надеется вести мирное существование. Этот фильм получил приз «Лучший режиссёр» на кинофестивале Фаджр, а также «Лучшая актриса» (Азита Хаджян).
«Стеклянное агентство» показывали на международных экранах в Берлине, а «Красная лента» в Сан-Себастьяне.
В 2001 году он снял фильм «Мертвая волна» («Dead Wave»).
В 2002 году «Низкие высоты» («Low Heights»).
В 2004 году фильм «Цвет рая» («The Color Purple») за лучший фильм, и Во имя отца («In the Name of the Father») 2006 года завоевали награды как лучший сценарий на 16 и 24 международном кинофестивале Фаджр.
В соавторстве с иранским драматургом Чиста Ясреби Хатами Кийа пишет сценарий и снимает фильм «Приглашение» («Invitation») с знаменитостями в актёрском составе мировая премьера которого состоялась 10 сентября в 2008 году.
Хатами Кийа предпочёл выпустить фильм до международного кинофестиваля Фаджр, поэтому он не был включён в конкурсную программу.
Далее последовали фильмы:
в 2011 году «Отчёт о празднике» («Report a Celebration»); в 2014 «Че» («Chamran»); в 2016 году «Телохранитель» (Bodyguard); в 2018 «Дамасское время» («Damascus time»).
В 2018 году накануне выхода на экран фильма «Дамасское время» Хатами Кийа провёл рекламную акцию в торговом центре Тегерана, в итоге, которая вызвала панику среди жителей и стала неподобающей.

## Фильмография
- Дамасское время Damascus time (be vaght-e shaam) 2018
- Телохранитель Bodyguard 2016
- Че Che (Chamran) 2014
- Отчёт о празднике Gozaresh-e Yek Jashn (Report a Celebration) 2011
- Приглашение Invitation (Davat) 2008
- Во имя отца Be Name Pedar (In the Name of the Father) 2006
- Цвет рая Be Range Arghavan (The Color Purple) 2004
- Низкие высоты Low Heights (Ertefae Past) 2002
- Мертва волна Moje Mordeh (Wave is Dead) 2001
- Красная лента The Red Ribbon (Rooban-e Ghermez) 1999
- Стеклянное агентство The Glass Agency (Ajans-e Shisheh-i) 1998
- Башня Мину Borj-e Minoo (Minoo Tower) 1996
- Запах рубашки Иосифа Booy-e Pirahan-e Yusef (The Scent of Joseph’s Coat) 1995
- Зеленый пепел Khakestar-e Sabz (The Green Ashes) 1994
- От Кархе до Райна Az Karkheh ta Rhein (From Karkheh to Rhine) 1993
- Контакт с праведниками Vasle Nikan (Contact the Righteous) 1991
- Скаут Deedeh-Ban (The Scout) 1990
- Иммигрант Mohajer (The Immigrant) 1990
- Личность Hoviyat (Identity) 1986

### Тв-сериалы
- Halghe-ye Sabz (Зеленое Кольцо) 2007
- Хаке Сорх (Охра) 2002

## Награды

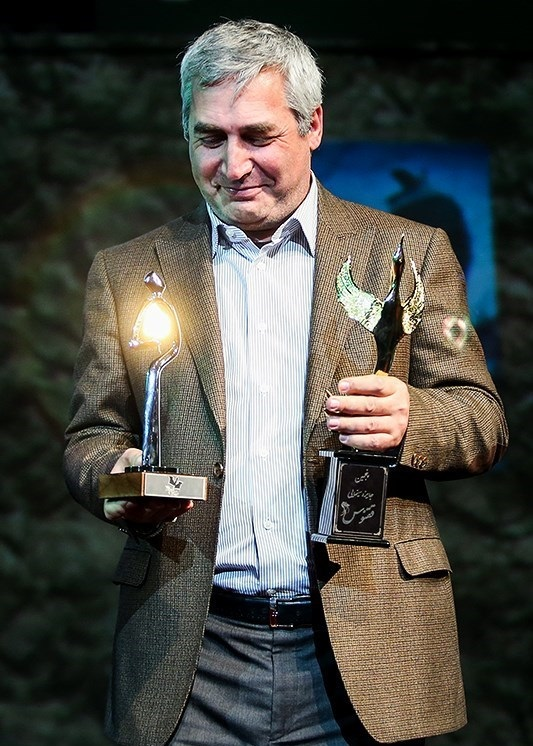
Хатами Кийа получает награду Ghoghnos как лучший режиссёр

- Выиграл Crystal Simorgh за звание лучшего режиссёра международного кинофестиваля Fajr (2018)
- Приз за лучшую режиссуру VIFF Венский независимый кинофестиваль (2017)
- Номинация Crystal Simorgh на лучший фильм Fajr Международный кинофестиваль (2014)
- Номинация Crystal Simorgh на звание лучшего режиссёра международного кинофестиваля Fajr (2014)
- Выиграл Crystal Simorgh за звание лучшего режиссёра международного кинофестиваля Fajr (2010)
- Выиграл Crystal Simorgh за лучший фильм Fajr Международный кинофестиваль (2010)
- Почетная грамота за лучший сценарий Международного кинофестиваля «Фаджр» (2006)
- Выиграл Crystal Simorgh за награду за лучший фильм Международный кинофестиваль азиатского кино Fajr (2006)
- Выиграл Crystal Simorgh за лучший фильм Fajr Международный кинофестиваль (2006)
- Номинация Golden Shell Сан-Себастьян Международный кинофестиваль (1999)
- Выиграл Crystal Simorgh за звание лучшего режиссёра международного кинофестиваля Fajr (1998)
- Выиграл Crystal Simorgh за лучший фильм Fajr Международный кинофестиваль (1998)
- Выиграл Crystal Simorgh за лучший фильм Fajr Международный кинофестиваль (1993)
- Выиграл Crystal Simorgh за лучший фильм Fajr Международный кинофестиваль (1990)